# Southeast Europe Equity Fund II
Southeast Europe Equity Fund II (SEEF II) este un fond de investiții administrat de compania americană Bedminster Capital Management.
SEEF II a fost înființat în martie 2006, în urma cofinanțării cu circa 200 milioane dolari (167 milioane euro) din partea unor investitori instituționali din Europa și SUA, precum și de la Overseas Private Investment Corporation (OPIC), o agenție de investiții a guvernului american, și Banca Europeană pentru Reconstrucție și Dezvoltare (BERD).
SEEF II are în vedere investiții în companii din Europa de Sud-Est și țările vecine: România, Albania, Bulgaria, Turcia și țările din fosta Iugoslavie.
În decembrie 2007, a preluat 65% din acțiunile furnizorului român de servicii medicale Hiperdia.
În mai 2017, Fondurile de Asistență pentru Întreprinderi Mici (SEAF) au fost numiți în calitate de Partener General și Manager al Fondului